# Petrovičky (Mladkov)
Petrovičky (dříve Německé Petrovice, německy Deutsch Petersdorf) jsou malá vesnice a, část městyse Mladkov v okrese Ústí nad Orlicí. Nachází se asi jeden kilometr severně od Mladkova. Petrovičky leží v katastrálním území Petrovičky u Mladkova o rozloze 3,11 km².

## Historie
První písemná zmínka o vesnici pochází z roku 1577.